# ميخائيل كولمان
ميخائيل كولمان (بالإنجليزية: Michael Coleman) هو لاعب كرة قاعدة أمريكي، ولد في 16 أغسطس 1975 في ناشفيل في الولايات المتحدة.

## وصلات خارجية
- ميخائيل كولمان على موقعبيزبول رفرنس.كوم (الدوري الرئيسي) (الإنجليزية)